# Wolfgang Freitag (Architekt)
Wolfgang Freitag (* 23. Januar 1930 in Kolberg, Pommern, seit 1945 zu Polen gehörig; † 17. Februar 2024 in Berlin) war ein deutscher Architekt, der in seiner aktiven Zeit auf Kinder- und Jugendeinrichtungen spezialisiert war.

## Leben und Wirken
Nach dem Abitur 1949 begann Wolfgang Freitag 1951 an der Technischen Universität Berlin ein Architekturstudium und ließ sich parallel dazu zum Maurer ausbilden. Ein Praktikum in Finnland ebnete ihm den Weg für spätere Einsatzmöglichkeiten in diesem Land. 1957 erlangte er das Diplom bei Willy Kreuer. Von 1957 bis 1958 war er Mitarbeiter im Büro Kirsten & Nather, Berlin. Von 1958 bis 1962 assistierte er Wolf Sand am Lehrstuhl für Baukonstruktion der TU Berlin. 1962 bis 1964 arbeitete er in Helsinki im Büro von Aarne Ervi. Hier war er unter anderem am Wettbewerbsbeitrag für das Stadtzentrum Lohja, ferner an den Aufträgen für die Schwimmhallen in Espoo-Tapiola sowie Kemi und einem Geschäftshaus in Helsinki beteiligt. Während seiner anschließenden Tätigkeit im Büro Hans Scharoun in Berlin von 1965 bis 1968 war er unter anderem an den Aufträgen für ein Institutsgebäude der TU, dem Wohnquartier „Rauhe Kapf“ in Böblingen, dem (nach Fertigstellung so benannten) Scharoun-Theater Wolfsburg und der Johanneskirche der Christengemeinschaft an der Straße Am Glockengarten in Bochum-Altenbochum, dem einzigen Sakralbau Scharouns, beteiligt.

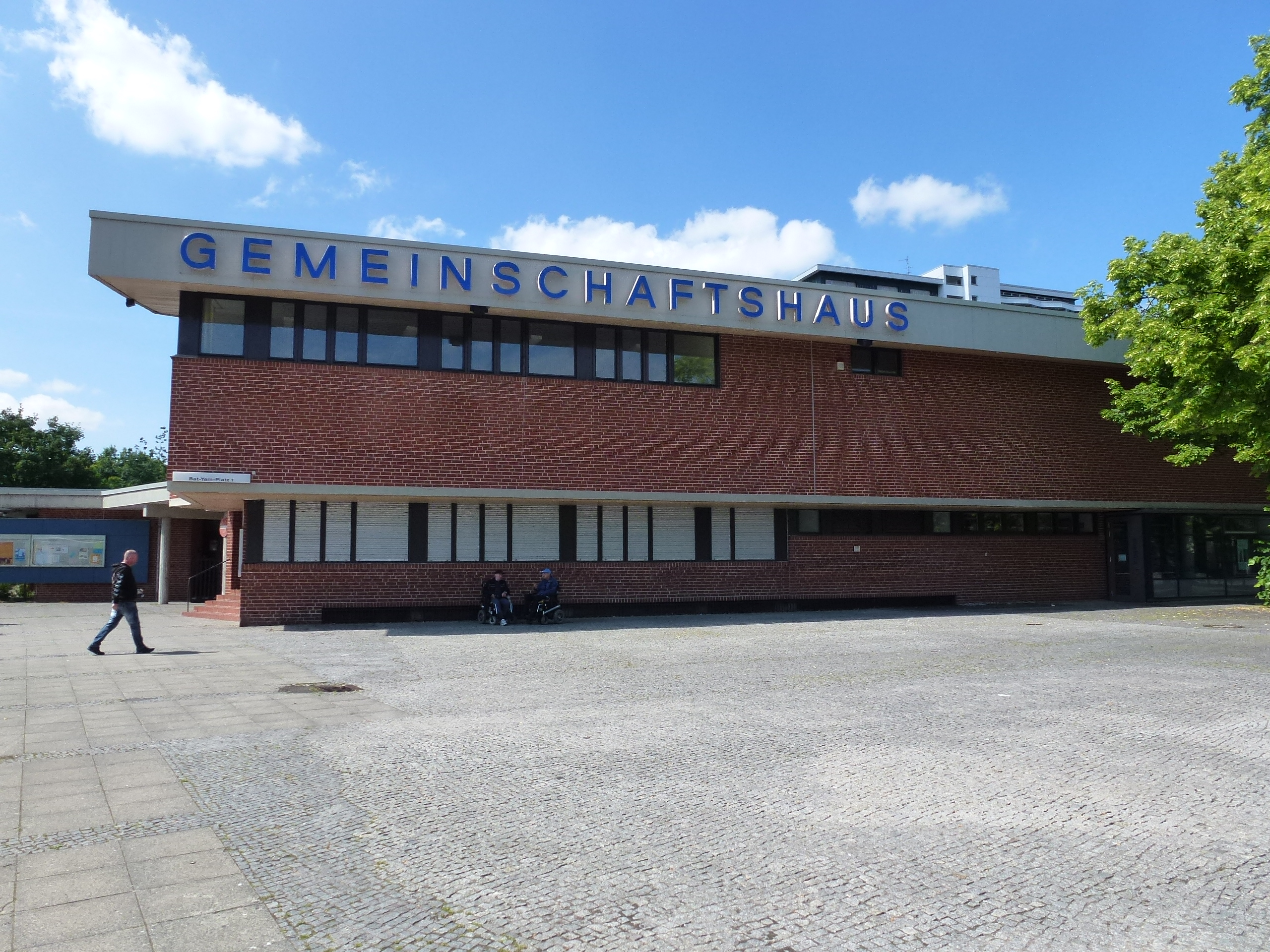
Gemeinschaftshaus Gropiusstadt

1969 übernahm er die Leitung des Berliner Büros von Anatol Ginelli. Zu den dort entwickelten Projekten zählt das Gemeinschaftshaus Lipschitzallee in Berlin-Neukölln. Seine nächste Station war von 1973 bis 1974 das Büro Krusnik & Reith (später bekannt durch die Brunnenanlage am Breitscheidplatz), wo er als freier Mitarbeiter zum Beispiel am Bildungszentrum Schillerstraße in Berlin-Charlottenburg beteiligt war. Ebenfalls als freier Mitarbeiter brachte er sich 1975 bei Bodo Fleischer und dessen Stadthallen-Projekt in Pforzheim ein. Für den Zeitraum von 1976 bis 1978 kehrte er zu Krusnik & Reith zurück, um unter anderem ein Oberstufenzentrum in Berlin-Kreuzberg zu planen. Von 1978 bis 1980 arbeitete er im Büro Ruth Golan mit. Gleich drei Bildungseinrichtungsprojekte fielen ihm zu: eine Berufsschule in Wilhelmshaven, ein Oberstufenzentrum in Berlin-Britz und die Erweiterung der Universität Osnabrück. Sein Aufgabenschwerpunkt als Mitarbeiter im Büro Dietrich von Beulwitz, dem er von 1980 bis 1990 angehörte, lag im Bau von Ein- und Mehrfamilienhäusern sowie Ladenlokalen in Berlin. Nebenher, und zwar schon seit 1958, war er freier Mitarbeiter im Büro Edgar Wisniewski, wo er unter anderem die Ausführungsplanungen für den Berliner Kammermusiksaal vorgenommen hatte.
1990 gründete er mit Gerhard Stössner und Thomas Fischer (Erweiterungsflügel Axel-Springer-Hochhaus, 1992–1994) ein eigenes Büro, doch schon 1991 tat er sich mit Christian Hartmann (* 1956, Erfurt) und Reiner Sinz (* 1954, Essen) zusammen. Gleich zu Beginn der neuen Bürogemeinschaft sorgten die ersten Entwürfe in einem Schulbauwettbewerb in Berlin-Charlottenburg für einen Großauftrag. Das Preisgericht lobte: „Dieses Konzept stellt eine soziale und kulturelle Utopie dar, weil die Strukturen des Geländes erhalten bleiben als etwas positiv Nutzbares.“ Der als Grundschule begonnene, über die Jahre entstandene, dabei den überarbeiteten Plänen der drei Architekten folgende Schulkomplex (mit Dreifachsporthalle) heißt seit 2005 Peter-Ustinov-Gemeinschaftsschule. Nach Entwürfen des Büros errichtet wurden außerdem von 1995 bis 1997 drei Kindertagesstätten in den Rudower Feldern sowie von 1994 bis 1996 das Blockheizkraftwerk ebenda, wobei das Blockheizkraftwerk und die benachbarte Kita in Form und Material miteinander korrespondieren.
Wolfgang Freitag schied zum 31. Dezember 1999 aus. Seit 2017 in eine GmbH umgewandelt, wird die Firma unter dem Namen „Freitag Hartmann Architekten“ weitergeführt.
Wolfgang Freitag sollte nicht verwechselt werden mit dem für Projektierung und Ausführung der Körperbehindertenschule „Dr. Georg Benjamin“ (nach 1990 Carl-von-Linné-Schule für Körperbehinderte und Lernbehinderte) in Berlin-Lichtenberg 1979 mit dem Orden „Banner der Arbeit“ ausgezeichneten Wolfgang Freitag.